# Orival (Senna Marittima)
Orival è un comune francese di 952 abitanti situato nel dipartimento della Senna Marittima nella regione della Normandia.

## Società

### Evoluzione demografica
Abitanti censiti